# Rivière Najoua
Pour les articles homonymes, voir Najoua.
La rivière Najoua (ancien nom : rivière Nojan) est un cours d'eau douce situé dans le territoire de La Tuque, en Mauricie, au Québec, au Canada.
La rivière Najoua est un affluent de la rive droite de la rivière Saint-Maurice. La surface de la rivière est habituellement gelés de novembre à avril.

## Géographie
Situé en milieu forestier et montagneux, la rivière Najoua prend sa source au lac Najoua (long de 4,6 km) lequel est situé à l'est du bassin versant du ruisseau Norand, et à l'ouest de la rivière Saint-Maurice. Le lac Najoua (altitude de 458 m) est intégré au lac Ayotte (2,9 km de long) et au lac John (1,25 km de long). En partant du lac Najoua, le courant de la rivière passe par un étroit passage du côté sud du lac pour aller traverser le lac Ayotte sur un kilomètre. Situé du côté est, l'embouchure de ce lac se déverse dans la rivière Najoua, dont le parcours est comporte plusieurs segments sinueux.
À partir du lac Ayotte, la rivière Najoua descend sur 45,2 km selon les segments suivants :
- 240 m vers le sud-est jusqu'à l'embouchure de la décharge d'un lac situé en milieu humide ;
- 3,3 km vers le nord-est jusqu'à la décharge (altitude de 439 m) du lac Jean-Marie (côté nord) ;
- 2,5 km vers le sud-est jusqu'à l'embouchure (altitude de 431 m) d'un ruisseau venant du sud ;
- 2,1 km vers le nord (en traversant un milieu humide) jusqu'au lacArm, au fond d'une baie du côté ouest du lac. Long de 5,0 km, le lac Arm est en forme de U inversé ;
- 2,8 km vers l'est en traversant le lac Arm (altitude de 428 m), jusqu'à l'embouchure du côté est ;
- 3,6 km vers l'est jusqu'à la décharge (altitude de 394 m) des lacs Mac (altitude de 395 m) et Alex (altitude de 399 m) ;
- 2,5 km vers le nord-est jusqu'à l'embouchure (altitude de 387 m) du ruisseau Bacand ;
- 4,4 km vers le nord-est jusqu'à l'embouchure (altitude de 381 m) de la rivière Najoua nord ;
- 12,1 km vers le sud-est jusqu'à la décharge (altitude de 360 m) du lac Handard ;
- 1,2 km vers le sud-est jusqu'à la décharge (altitude de 358 m) de Lac de l'Orignal ;
- 2,4 km vers le sud-est jusqu'à la décharge (altitude de 358 m) du ruisseau Murray ;
- 2,1 km vers le sud-est jusqu'à l'embouchure de la rivière Najoua qui se déverse sur la rive ouest de la rivière Saint-Maurice, en face d'une île (de 1,0 km de long)[1].

Un pont du chemin Wemotaci (route forestière) enjambe la rivière Najoua tout près de son embouchure ; ce chemin passe sur la rive ouest de la rivière Saint-Maurice. À partir du chemin Wemotaci, une route forestière a été aménagée sur la rive nord de la rivière Najoua ; son parcours contourne par le sud le lac Ayotte en se dirigeant vers l'ouest jusqu'au lacElliot.

## Toponymie
Le terme Najoua constitue un prénom féminin.
Le toponyme rivière Najoua a été officialisé le 5 décembre 1968 à la Banque des noms de lieux de la Commission de toponymie du Québec.